# Paul Huet
Paul Huet, född 3 oktober 1803 i Paris, död 9 januari 1869 i Paris, var en fransk målare och grafiker.

## Biografi
Huet studerade under Antoine-Jean Gros och Pierre-Narcisse Guérin och blev där bekant med den engelska konstnären Richard Parkes Bonington. Denne påverkade honom till att avvisa nyklassicismen och istället måla landskap som bygger på nära observationer av naturen.
En romantisk naturuppfattning, som befruktats av studieresor i Normandie och Holland utgjorde grundtonen i Huets konst. Dessutom gjorde sig starkt naturalistiska drag gällande, vilka jämte stämningsvärden i landskapet gjorde honom till en förelöpare av Jules Dupré och Théodore Rousseau. Som grafiker utgav Huet serier av etsade och litograferade landskap med sparsamt figurstaffage.

## Galleri

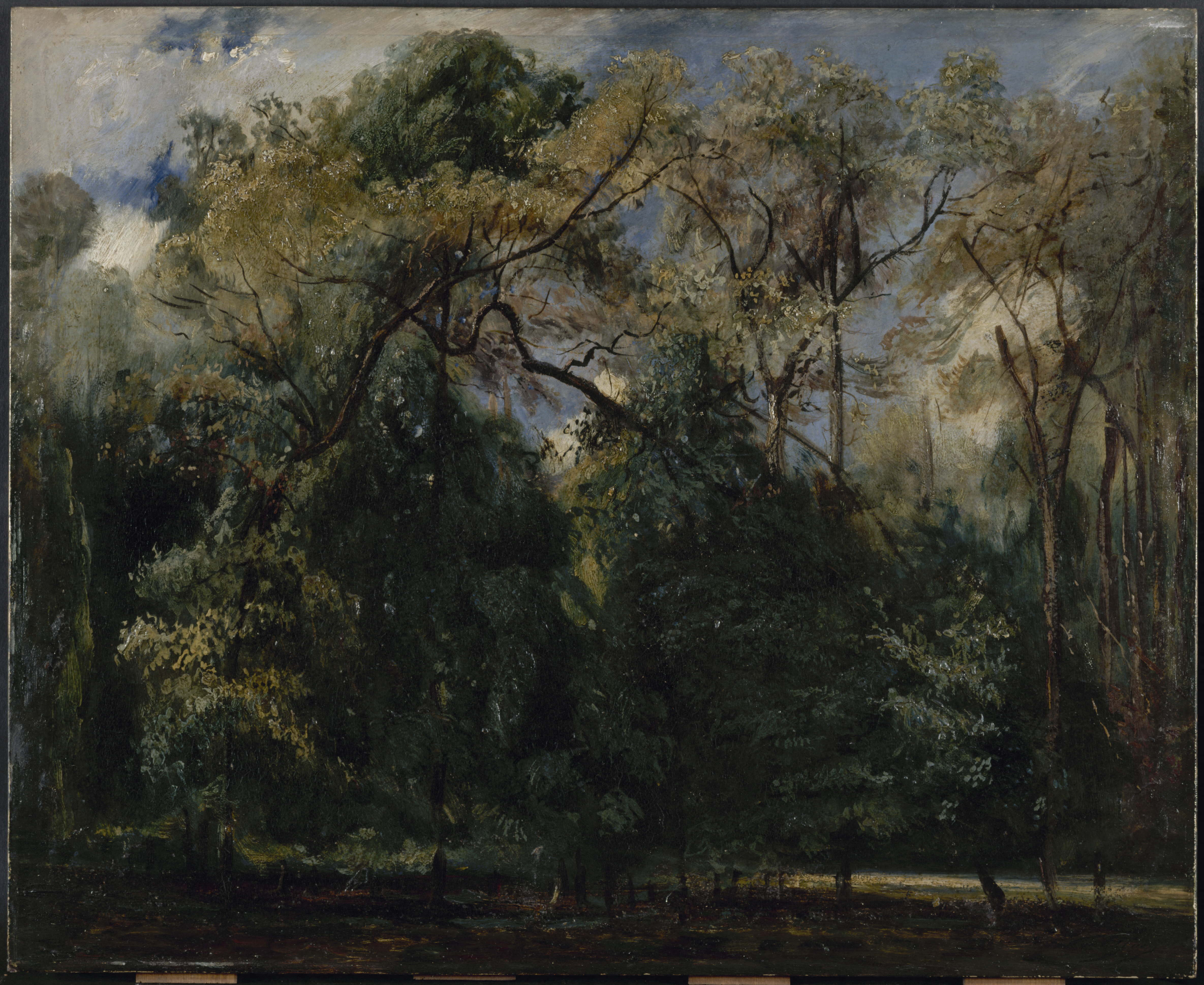
Les ormes de Saint-Cloud (1823)
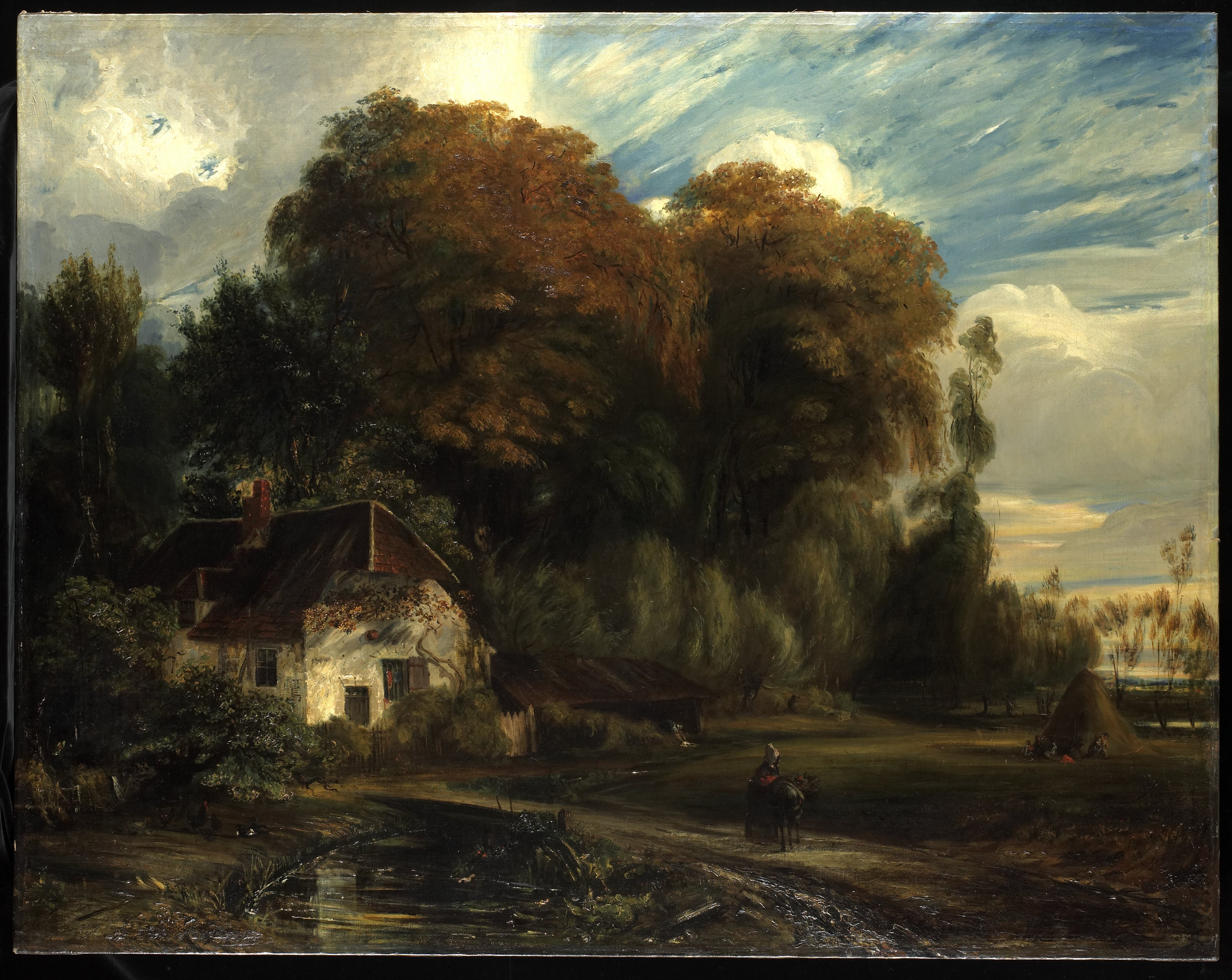
Caretaker's Cottage in the Forest of Compiegne (1826)
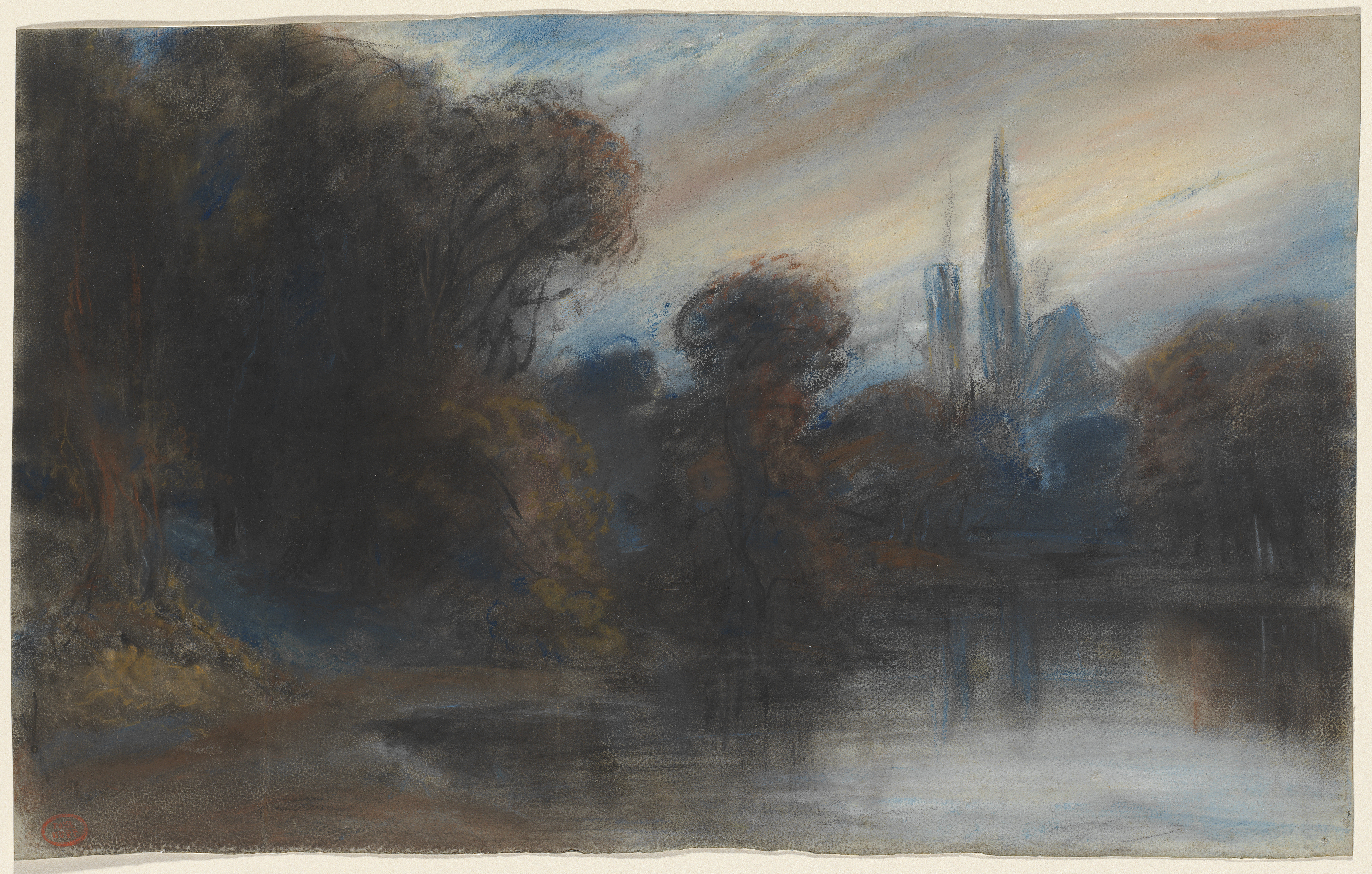
An Abbey by a Wooded Lake at Twilight (c:a 1831)
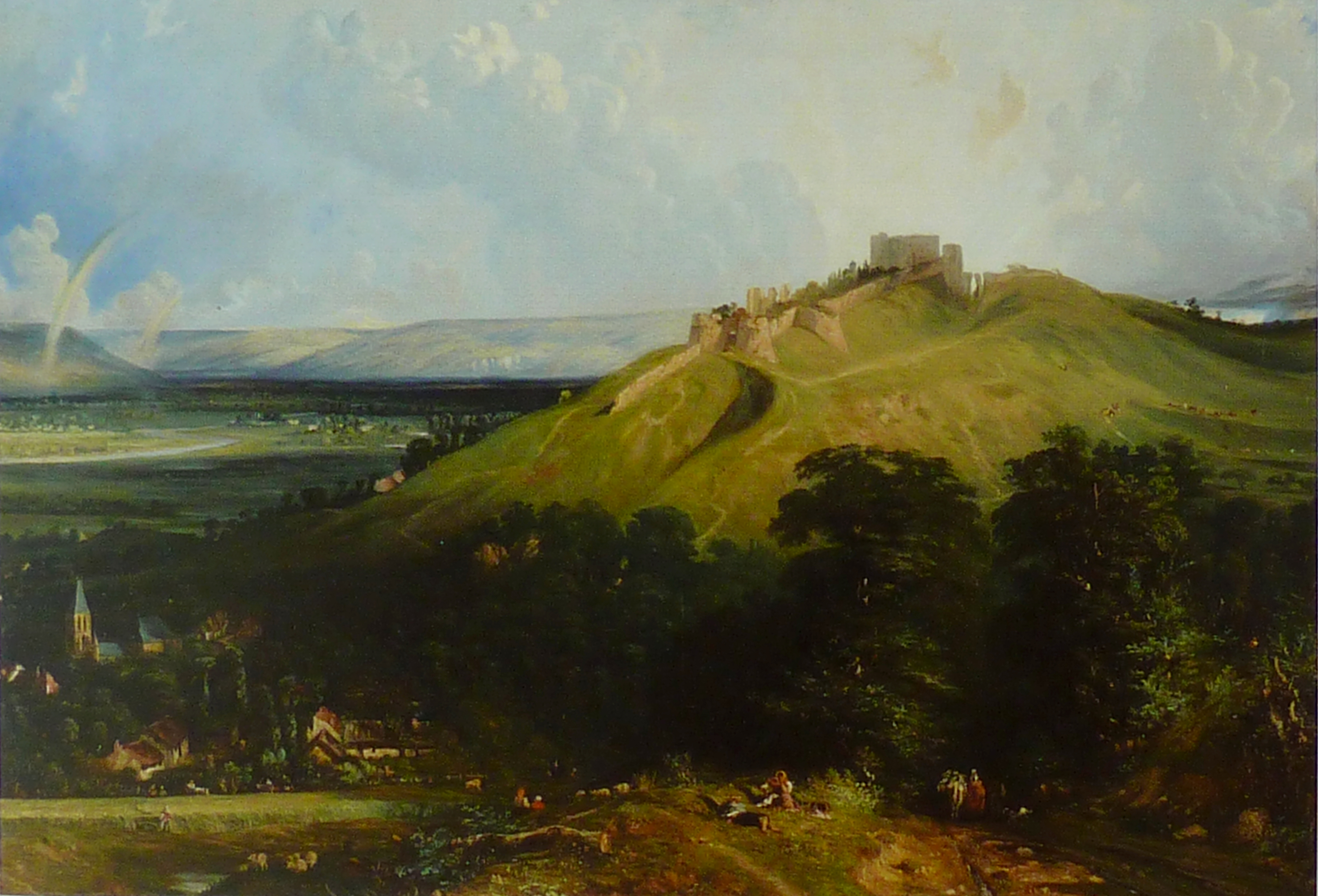
Le château d'Arques-la-Bataille, Seine-Maritime (1838-39)
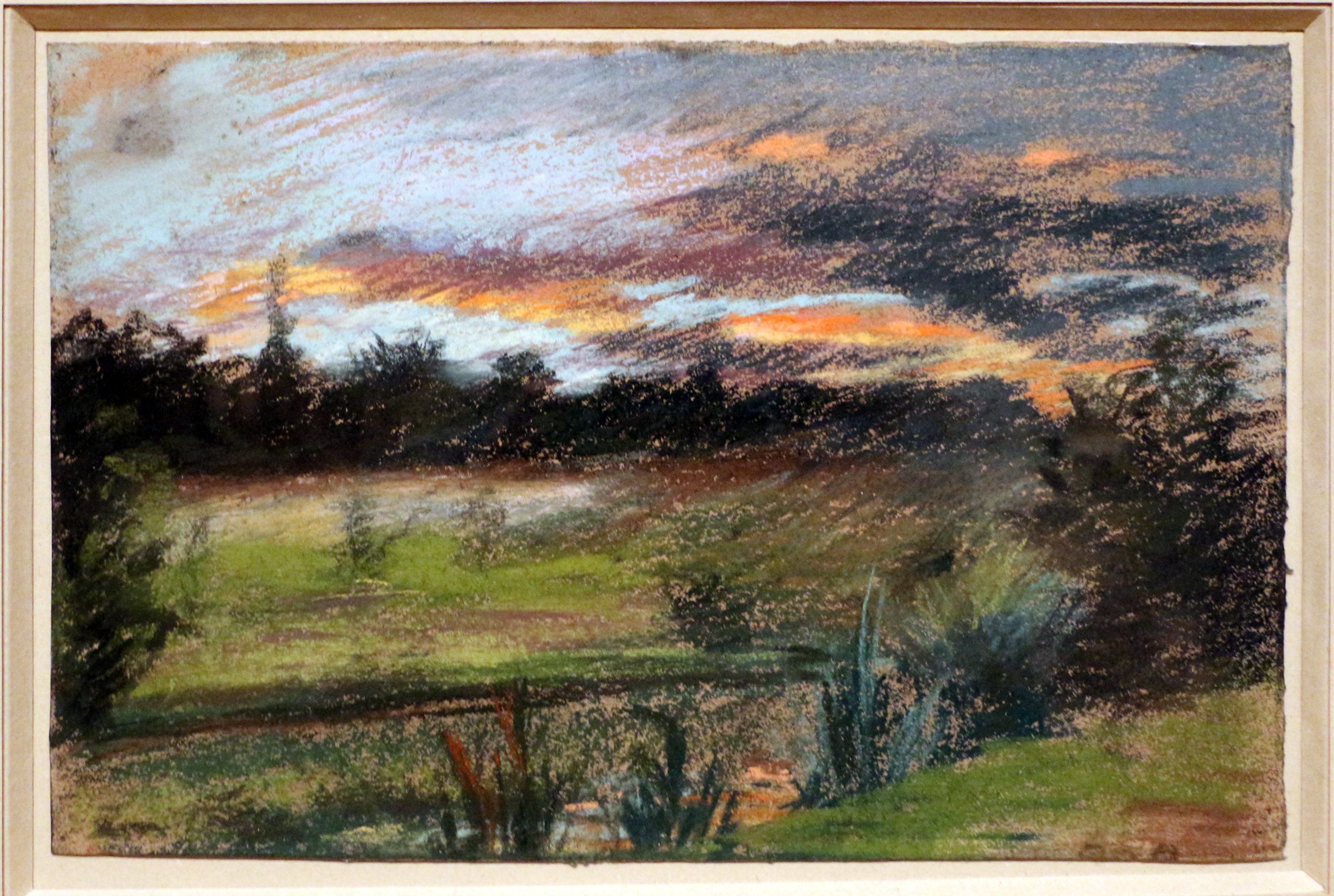
Landscape (1838-40)
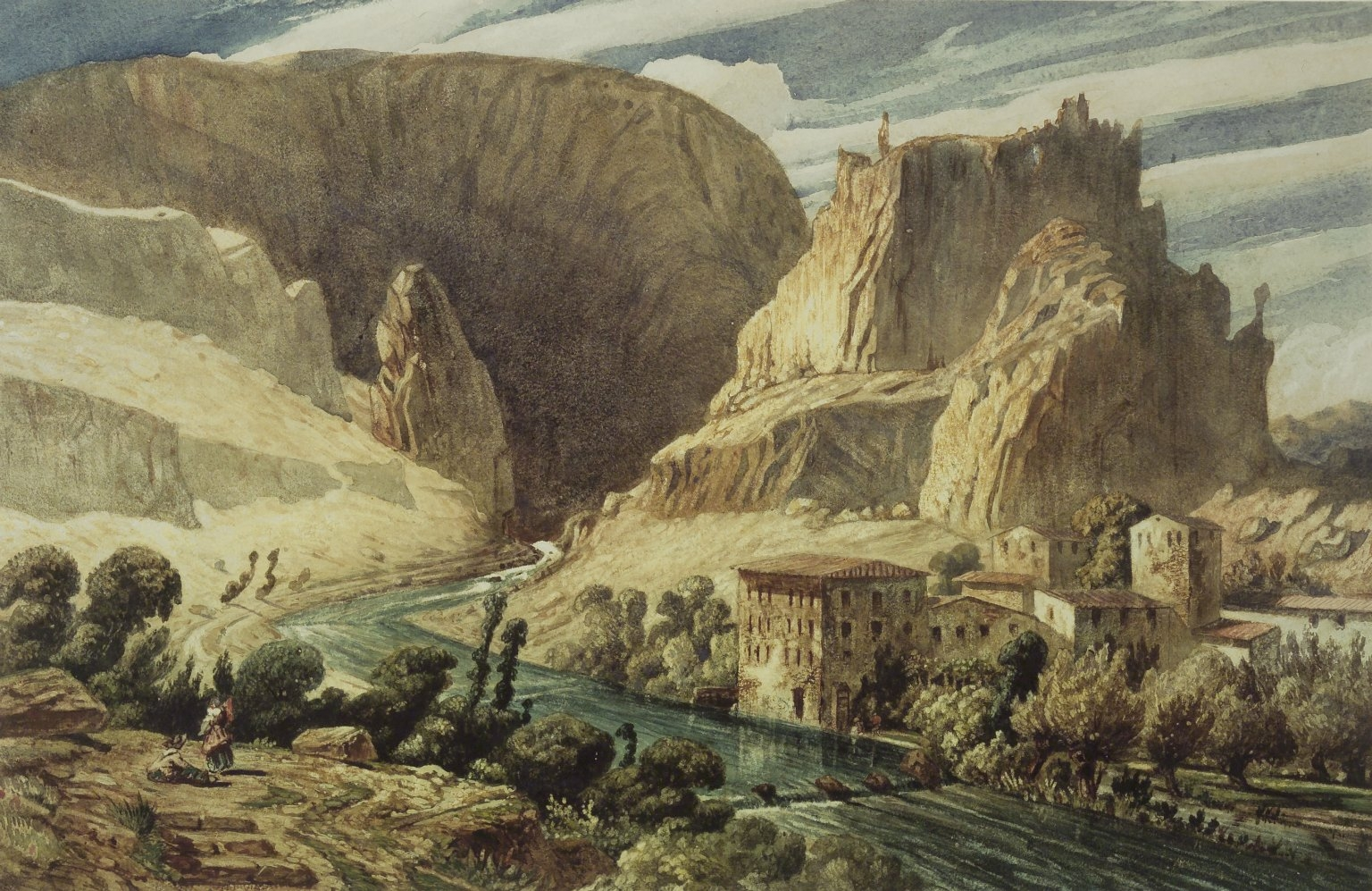
Fontaine de Vaucluse (c:a 1839)
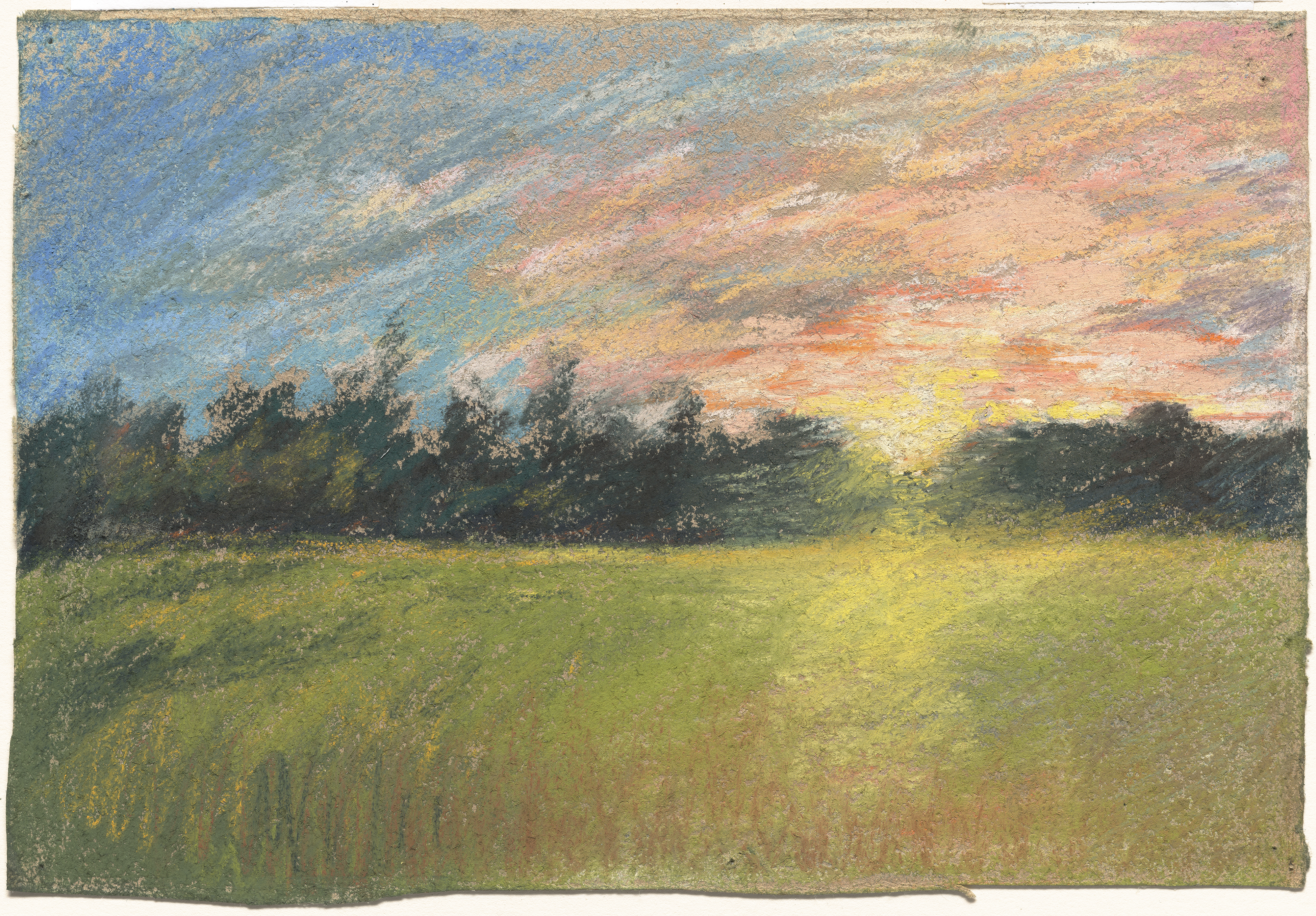
A Meadow at Sunset (c:a 1845)
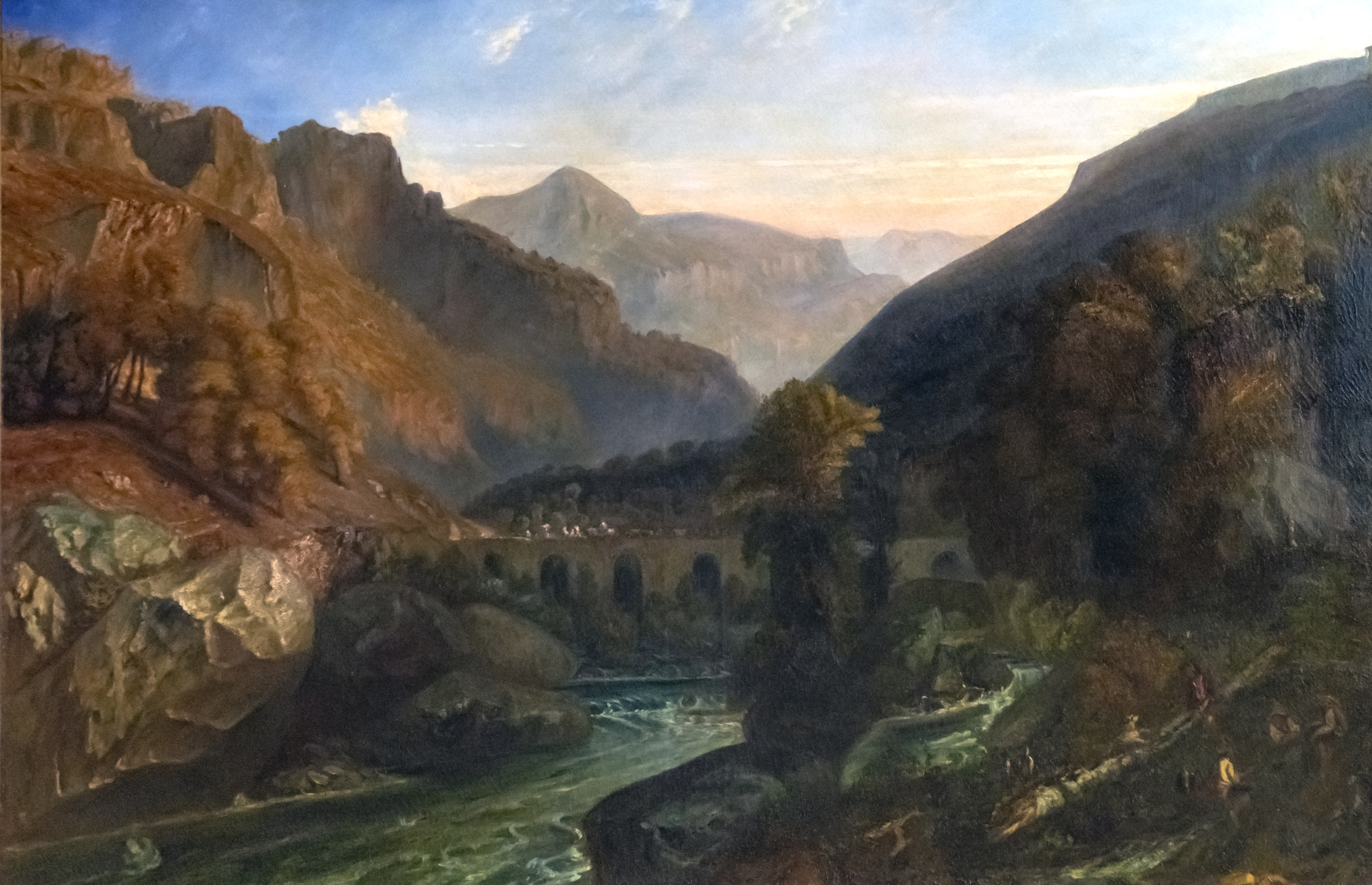
Vue prise aux environs du col de Tende (c:a 1849)
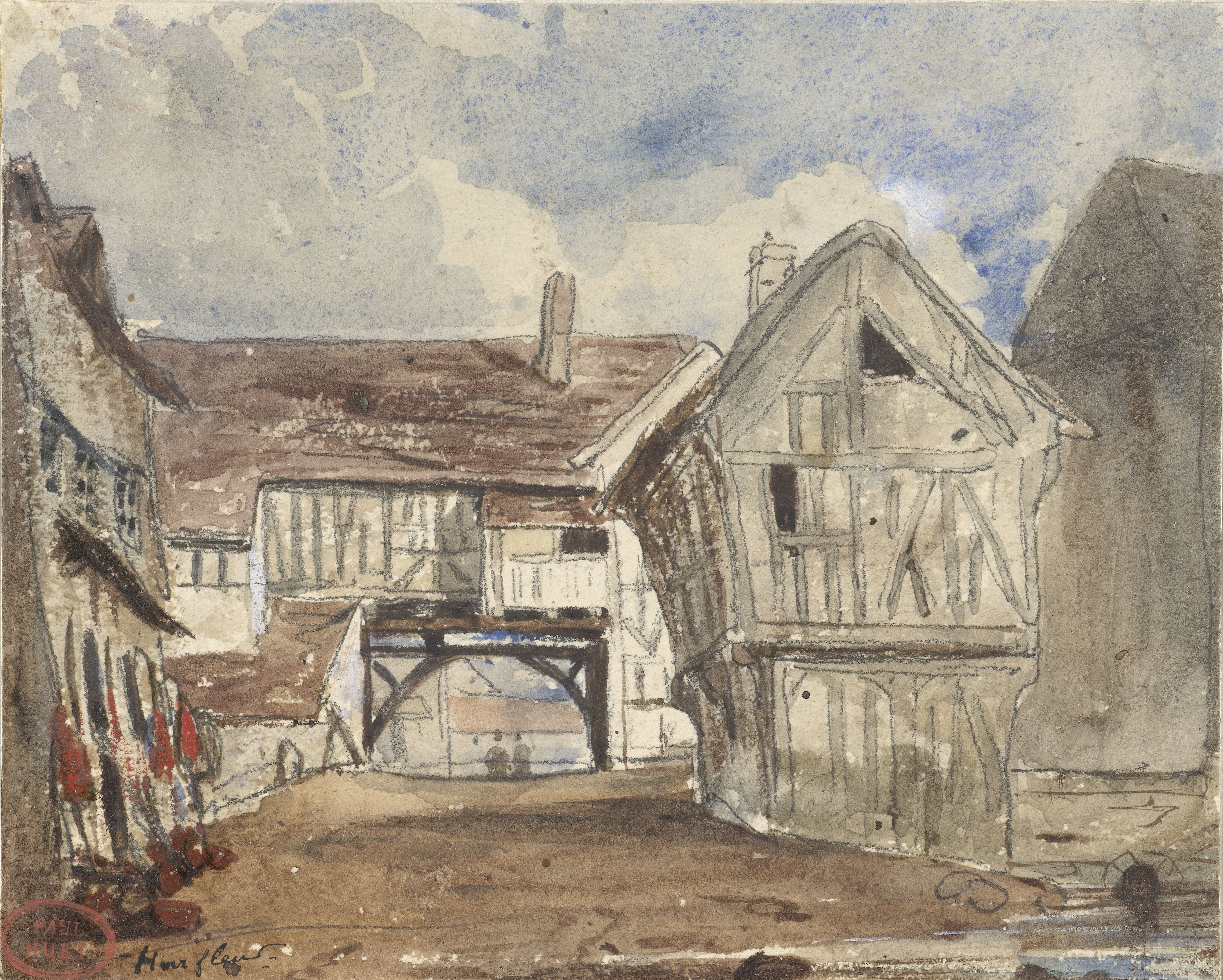
Vieilles maisons sur l'ancien port de Honfleur (c:a 1861-66)
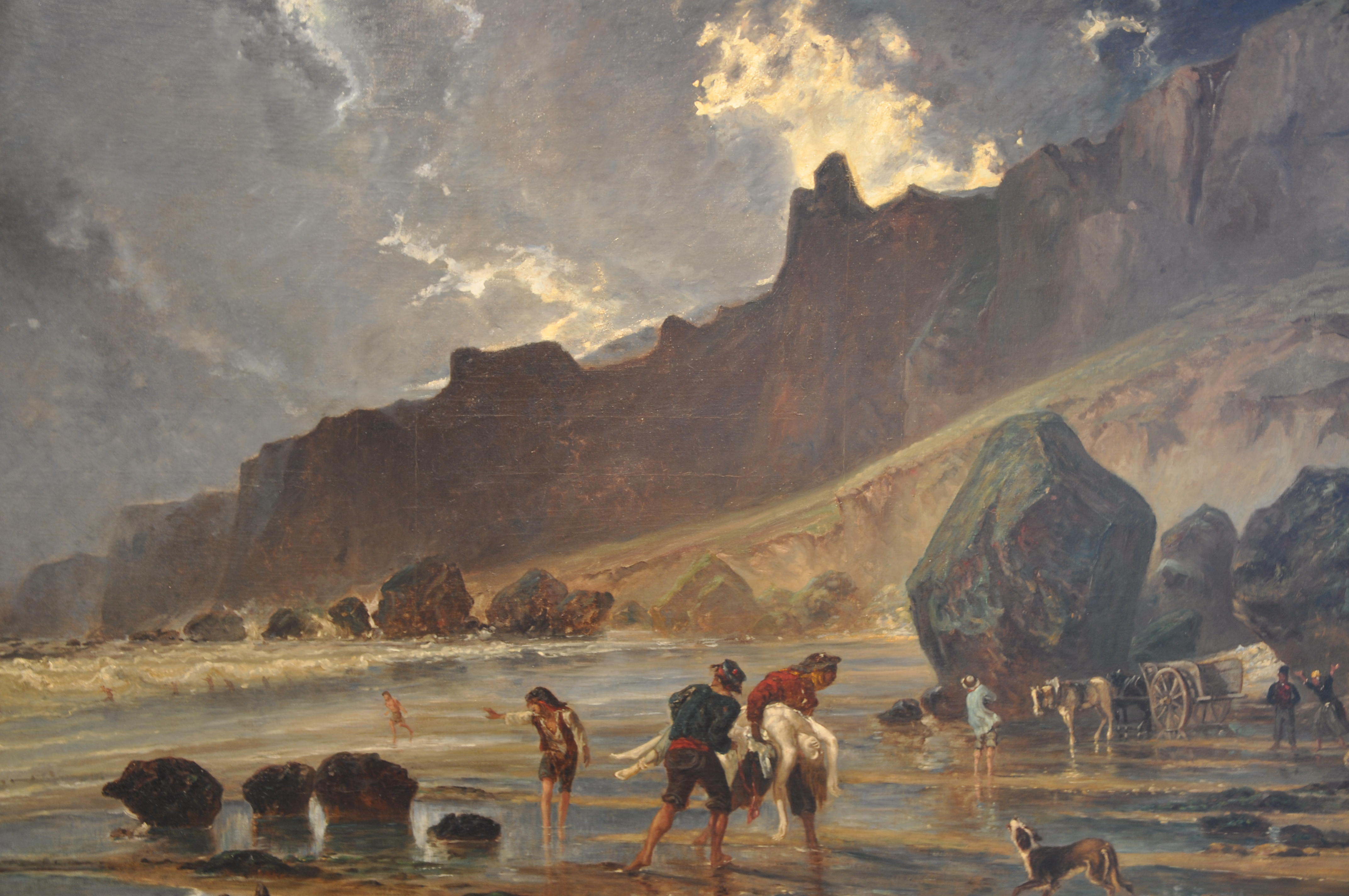
Vue des falaises de Houlgatte (1863)
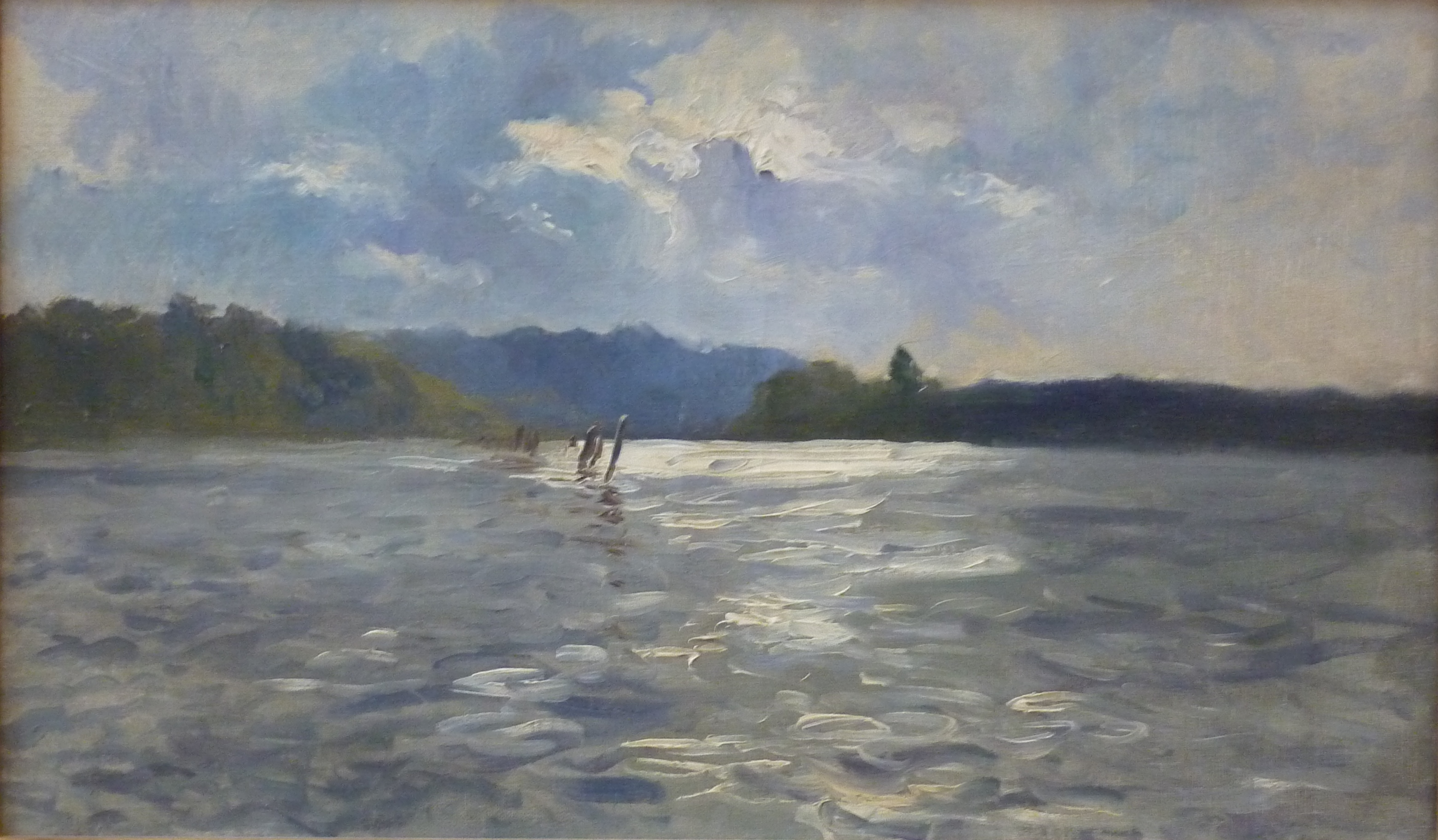
La Laïta à marée haute (c:a 1865-68)

### Allmänna källor
- Carlquist, Gunnar (red.) (1932). Svensk uppslagsbok. Malmö: Svensk Uppslagsbok AB:s förlag, band 13 s. 411.